# Foumbadou
Foumbadou Sub-Prefecture är en subprefektur i Guinea.   Den ligger i prefekturen Beyla Prefecture och regionen Nzerekore Region, i den sydöstra delen av landet, 600 km öster om huvudstaden Conakry.